# Palača Prosperi-Sacrati
Palača Prosperi-Sacrati je renesančna palača v središču Ferrare v deželi Emilija – Romanja v Italiji. Stoji poleg palače Palazzo dei Diamanti, na območju, imenovanem Addizione Erculea.

## Zgodovina
Stavba, katere gradnja se je začela leta 1493, je najstarejša palača v Addizione Erculea (podaljšek Ercola (I. d'Este)) in njena lega določa potek glavnih osi okrožja. Francesco da Castello, osebni zdravnik Ercola I. d'Este, je naročil gradnjo arhitektu Biagiu Rossettiju, ki je bila končana leta 1513 ali 1514.
Zaporedni lastniki palače so bile plemiške družine iz Ferrare, Da Castellos, Giraldis, Sacratis in nazadnje Prosperi, ki izvirajo iz Lucce, ki so palačo zapustili državi. Od leta 1997 pripada mestu Ferrara, ki ga je prejelo v menjavi od Ministrstva za obrambo Republike Italije.
Palača je skozi čas doživela več modifikacij: podrli so stranski krili, notranje dvorišče, na katerega se odpira loža, pa so zmanjšali na manjši pas zemlje. Med spremembami iz 19. stoletja je dodatek majhnega balkona nad Quadrivio degli Angeli. Dotrajane notranjosti potrebujejo podrobno obnovo. Zunanjost palače je že od nekdaj presenetila znane osebnosti, kot npr. Giosuè Carduccija. Leta 1944 je bila palača poškodovana v bombardiranju s strani Američanov in Britancev, kar je povzročilo izgubo številnih dekorativnih elementov.
Laboratorio Didattico di Archeologia del Liceo Ariosto je na starem mestu palače, kjer so bili zelenjavni vrtovi in velik vrt.
Prihodnji projekti vidijo palačo kot sestavni del Musei Civici di Arte Moderna e Comtemporanea di Ferrara (Mestni muzeji moderne in sodobne umetnosti v Ferrari).

## Opis
Stavba, zgrajena v renesančnem slogu v Ferrari, prikazuje izjemen kotni pilaster. Najbolj značilen detajl je monumentalni portal v beneškem renesančnem slogu s pogledom na Corso Ercole I d'Este; Nad portalom je balkon iz belega marmorja, ki ga podpirajo putti, ki sedijo na [[ogredje (arhitektura)|entablaturi]g. Okrog leta 1858 je vogalni kandelaber (mali kotni balkon) obnovil kamnosek 'Gaetano Davia', ki je tri leta pozneje obnovil omenjeni portal.
Med bombardiranjem leta 1944 je bilo izgubljenih več genijev in opic na balustradi. Nad vhodom sta dva ronda; v enem od njih lahko vidite Herkulov doprsni kip s kožo Nemejskega leva na hrbtu, kar jasno kaže na Ercola I. d'Este.

## V filmu
Zunanjost in nekaj notranjosti so uporabili za film Onstran oblakov (Al di là delle nuvole), posnet leta 1995, ki ga je režiral Michelangelo Antonioni v sodelovanju z Wimom Wendersom.